# 2012–2013-as magyar férfi kézilabda-bajnokság (első osztály)
A 2012–2013-as magyar férfi kézilabda-bajnokság első osztálya (hivatalos nevén: Budapest Bank Férfi Liga 2012–13) tizenkét csapat részvételével 2012. szeptember 1-jén rajtol. A bajnokság címvédője az MKB Veszprém csapata.

## A bajnokság csapatai
A 2012–2013-as magyar férfi kézilabda-bajnokság első osztályát 12 csapat részvételével rendezik, melyből 1 fővárosi, 11 vidéki egyesület.
| 2012–13-as magyar férfi kézilabda-bajnokság csapatai                                 | 2012–13-as magyar férfi kézilabda-bajnokság csapatai | 2012–13-as magyar férfi kézilabda-bajnokság csapatai |
| A csapat teljes neve (rövid neve)                                                    | A csapat székhelye                                   | #                                                    |
| ------------------------------------------------------------------------------------ | ---------------------------------------------------- | ---------------------------------------------------- |
| Balatonfüredi Kézilabda Sport Egyesület (Balatonfüredi KSE)                          | Balatonfüred                                         | 3.                                                   |
| B.Braun Gyöngyös (B.Braun Gyöngyös)                                                  | Gyöngyös                                             | 6.                                                   |
| Ceglédi Kézilabda Klub Sportegyesület (Ceglédi KKSE)                                 | Cegléd                                               | NB II                                                |
| Csurgói Kézilabda Klub (Csurgói KK)                                                  | Csurgó                                               | 4.                                                   |
| FTC-PLER Budapest (FTC-PLER)                                                         | Budapest                                             | 7.                                                   |
| Grundfos Tatabánya Kézilabda Club (Grundfos Tatabánya Carbonex)                      | Tatabánya                                            | 5.                                                   |
| IPG Hungary-Váci Kézilabda Sportegyesület-Taxi 2000 (IPG Hungary-Váci KSE-Taxi 2000) | Vác                                                  | NB II                                                |
| Kecskeméti Kézilabda Sportegyesület (Kecskeméti KSE)                                 | Kecskemét                                            | 8.                                                   |
| MKB Veszprém Kézilabda Club (MKB Veszprém)                                           | Veszprém                                             | 1.                                                   |
| Orosházi Férfi Kézilabda Sportegyesület-Alexandra (Orosházi-Alexandra)               | Orosháza                                             | 10.                                                  |
| Pick Szeged (Pick Szeged)                                                            | Szeged                                               | 2.                                                   |
| Tatai Honvéd AC (Tatai HAC)                                                          | Tata                                                 | 12.                                                  |
| Varioauto Pécs Kézilabda Club (Varioauto Pécs)                                       | Pécs                                                 | 9.                                                   |

## Eredmények

### Alapszakasz
| #   | Csapat             | M  | GY | D | V  | G+ – G– | GK   | P  | Megjegyzések    |
| --- | ------------------ | -- | -- | - | -- | ------- | ---- | -- | --------------- |
| 1.  | MKB Veszprém       | 20 | 19 | 0 | 1  | 745–469 | +276 | 38 | Rájátszás 1–6.  |
| 2.  | Pick Szeged        | 20 | 18 | 1 | 1  | 673–491 | +182 | 37 | Rájátszás 1–6.  |
| 3.  | Csurgói KK         | 20 | 15 | 0 | 5  | 528–516 | +12  | 30 | Rájátszás 1–6.  |
| 4.  | Grundfos Tatabánya | 20 | 10 | 2 | 8  | 523–525 | −2   | 22 | Rájátszás 1–6.  |
| 5.  | FTC-PLER           | 20 | 8  | 2 | 10 | 527–544 | −17  | 18 | Rájátszás 1–6.  |
| 6.  | B.Braun Gyöngyös   | 20 | 6  | 4 | 10 | 493–551 | −58  | 16 | Rájátszás 1–6.  |
| 7.  | Balatonfüredi SE   | 20 | 7  | 1 | 12 | 496–548 | −52  | 15 | Rájátszás 7–11. |
| 8.  | Váci KSE           | 20 | 7  | 0 | 13 | 513–588 | −75  | 14 | Rájátszás 7–11. |
| 9.  | Pécsi VSE          | 20 | 5  | 1 | 14 | 521–632 | −111 | 11 | Rájátszás 7–11. |
| 10. | Cglédi KKSE        | 20 | 5  | 0 | 15 | 524–624 | −100 | 10 | Rájátszás 7–11. |
| 11. | Orosházi FKSE      | 20 | 4  | 1 | 15 | 532–587 | −55  | 9  | Rájátszás 7–11. |

Utolsó frissítés: 2012. július 10. 
Forrás: kezilabdaeredmenyek.hu 
A rangsorolás alapszabályai: 1. összpontszám, 2. egymás elleni eredmények összpontszáma, 3. gólkülönbség, 4. szerzett gólok száma.
(B): Bajnokcsapat, (K): Kieső csapat, (F): Feljutó csapat, (I): Kupainduló, (R): A rájátszás győztese, (KGY): Kupagyőztes

A Kecskemétet kizárták.
| #   | Csapat            | M  | GY | D | V  | G+ – G– | GK  | P  | Megjegyzések |
| --- | ----------------- | -- | -- | - | -- | ------- | --- | -- | ------------ |
| 7.  | Balatonfüredi KSE | 16 | 12 | 1 | 3  | 462–400 | +62 | 25 |              |
| 8.  | Váci NKSE         | 16 | 8  | 0 | 8  | 412–412 | 0   | 16 |              |
| 9.  | Orosházi FKSE     | 16 | 6  | 3 | 7  | 430–422 | +8  | 15 |              |
| 10. | Cegléd            | 16 | 7  | 1 | 8  | 414–432 | −18 | 15 |              |
| 11. | Pécs              | 16 | 4  | 1 | 11 | 446–498 | −52 | 9  | kieső        |